# Рут Геммелл
Рут Геммелл (англ. Ruth Gemmell; нар. 1 січня 1967, Дарлінгтон, район Дарлінгтон, графство Дарем, Північно-Східна Англія, Англія, Велика Британія) — британська актриса, відома своєю роллю у фільмі 1997 року «Футбольна лихоманка», також відома за телесеріалом «Утопія» в ролі Джен Дагдейл.
У 1996 році Геммелл зіграла у восьми епізодах телесеріалу «Безмовний свідок» в ролі детектива-констебля Керрі Кокса, а потім в якості інших персонажів в окремих епізодах у 2006 і 2014 роках.
Геммелл також зіграла ще в декількох шоу, в тому числі в серіалі «Розгубленість» в 2014 році, і в епізоді серіалу «Убивства у Мідсомері» в 2015 році. Вона була головним героєм в серіалі ITV «Home Fires», граючи роль дружини священнослужителя Сари Коллінгборн.

## Ранні роки
Рут Геммелл народилася в Брістолі, але виросла в графстві Дарем, де вона відвідувала школу для дівчаток в Дарлінгтоні під назвою «Школа Полам Хол». Має трьох братів. Її батьки розлучилися, коли вона була дитиною, і вона переїхала з матір'ю в Дарлінгтон з Замку Барнард. Пізніше вона переїхала в Лондон, щоб жити зі своїм батьком і здійснити свою акторську мрію.
Вона навчалася в Академії драматичного мистецтва ім. Веббера Дугласа в Лондоні.

## Особисте життя
Геммелл вийшла заміж за актора Рея Стівенсона у Вестмінстері, в Лондоні, в 1997 році, з яким вона познайомилася в 1995 році під час зйомок телевізійної драми «Банда золота». Пара розлучилася в 2005 році.

## Кар'єра
Геммелл грала різні ролі, в основному в театрах і телевізійних драмах. Вона зіграла головну жіночу роль «Футбольна лихоманка», засновану на однойменному романі Ніка Хорнбі, в головній ролі з Коліном Фертом і зіграла ще одну провідну роль в комедійно-драматичному фільмі «2 січня» (2006).
У 2004 році вона зіграла у фільмі «Трейсі Бікер про себе» в ролі мати головної героїні, яка кинула її, коли вона була дитиною, що призвело її до життя в дитячому будинку.
З січня 2009 року вона стала зніматися в телесеріалі «Жителі Іст-Енду» в ролі Дебри Дін, матері дівчинки-підлітка, яка кинула свою дочку, коли та ще була немовлям.
У серпні 2009 року вона знялася в ролі Ребеки Сендс в двох епізодах телесеріалу «Чисто англійське вбивство».
Геммелл також з'являлася в поліцейській драмі-телесеріалі BBC «Пробудження мерців», граючи двох різних персонажів. Її перша поява в цьому серіалі було в 2002 році в епізоді «Особливі відносини» в ролі Джесс Воррал. Також вона з'явилася в епізоді сьомого сезону «Гріхи» в 2008 році в ролі Лінди Каммінгс. Колишній чоловік Геммел Рей Стівенсон також з'явився в цьому серіалі в якості консультанта по викраденню дітей у епізоді «Фуга-держава».
Геммелл знялася у восьмому епізоді серіалу BBC «Рухаючись вперед» в листопаді 2010 року. Там вона зіграла роль Джоан.
У листопаді 2011 року Геммелл зіграла Сей-Сьонагон в екранізації для BBC Radio 4 «Записки в узголів'ї» Роберта Форреста. На початку 2013 року, вона зіграла роль Джен, дружини блудливого державного службовця в драматичному телесеріалі «Утопія».
У 2015 році Геммелл з'явилася в п'яти епізодах серіалу «Страшні казки» в ролі Октавії Путні.

## Фільмографія

### Фільми
| Рік  | заголовок                      | Роль             |
| ---- | ------------------------------ | ---------------- |
| 1991 | Кому потрібно серце            | камеристка       |
| 1997 | Футбольна лихоманка            | Сара Хьюз        |
| 1997 | The Perfect Blue               | Джо              |
| 2004 | Трейсі Склянка: фільм про мене | Карлі Склянка    |
| 2006 | 2 січня                        | Клер             |
| 2008 | Добре                          | Елізабет         |
| 2010 | F                              | Сара Балхем      |
| 2012 | Зберігання 24                  | Сара             |
| 2012 | правопорушник                  | Кассі            |
| 2019 | Скелі Свободи                  | Варвара Вакрінос |
| 2025 | Клінер                         | Клер Х'юм        |

### Телебачення
| Рік     | Назва фільму                   | Роль                             |
| ------- | ------------------------------ | -------------------------------- |
| 1995    | Чисто англійське вбивство      | Сью Лейт                         |
| 1995    | Банда золота                   | Джина Діксон                     |
| 1996    | Kavanagh QC                    | Дженні Норріс                    |
| 1996    | Short Sharp Shocks             | Кейт                             |
| 1996    | Silent Witness                 | Керрі Кокс                       |
| 1 997   | Peak Practice                  | Крістін Хігсона                  |
| 1998    | Macbeth                        | Леді МакДаффі                    |
| 1999    | Чисто англійське вбивство      | Джейн Джойс                      |
| 1999    | The Alchemists                 | Юлія Баннерман                   |
| 1999    | Four Fathers                   | Нікола Яллоп                     |
| 2001    | Holby City                     | Діана Колдер                     |
| 2002    | Dalziel and Pascoe             | Рейчел Воллер                    |
| 2002    | Waking the Dead                | Детектив-інспектор Джесс Ворралл |
| 2003    | Чисто англійське вбивство      | Керол Еванс                      |
| 2003    | The Inspector Lynley Mysteries | Джіні Ворінг                     |
| 2003    | Murder in Mind                 | Ліз Вілліс                       |
| 2003    | Spooks                         | Міранда                          |
| 2004    | Blue Dove                      | Дженні Пейдж                     |
| 2005    | Суто англійські вбивства       | Ганна Меррик                     |
| 2006    | The Afternoon Play             | Рейчел                           |
| 2006    | A Touch of Frost               | Крістіна Харріс                  |
| 2006    | Silent Witness                 | Детектив-інспектор Бет Ешдаун    |
| 2007    | Five Days                      | Доктор Тобольська                |
| 2008    | Agatha Christie's Poirot       | Міс Світіман                     |
| 2008    | Summerhill                     | Роза                             |
| 2008-09 | Waking the Dead                | Лінда Каммінгс                   |
| 2009    | Trial & Retribution            | Кей Сатчелл                      |
| 2009    | Primeval                       | Кетрін Кавана                    |
| 2009    | Жителі Іст-Енду                | Дебра Дін                        |
| 2009    | Чисто англійське вбивство      | Ребекка Сендс                    |
| 2010    | Lewis                          | Робін Стронг                     |
| 2010    | Casualty                       | Кейт Марголін                    |
| 2010    | Law & Order: UK                | Мел Гарві                        |
| 2010    | Moving On                      | Джоан                            |
| 2011    | The Fades                      | Аліса                            |
| 2012    | Inside Men                     | Ребекка                          |
| 2013    | Father Brown                   | Марта Квінтон                    |
| 2013    | Dancing on the Edge            | Леді Вінету                      |
| 2013    | Holby City                     | Аманда Лейтон                    |
| 2013    | Coming Up                      | Лінн                             |
| 2013-14 | Утопія                         | Джен Дугдал                      |
| 2014    | Silent Witness                 | Еллі Брук                        |
| 2014    | Inspector George Gently        | Ірен Седдон                      |
| 2014    | Casualty                       | Констебль Моніка Дарлінг         |
| 2015    | Суто англійські вбивства       | Діана Карнарвон                  |
| 2015    | Страшні казки                  | Октавія Путні                    |
| 2015-16 | Home Fires                     | Сара Коллінгборн                 |
| 2017    | Ransom                         | Лорі                             |
| 2018    | Doctors                        | Головний інспектор Гейл Харгрівз |
| 2020    | Бріджертони                    | Леді Вайолет Бріджертон          |

### Радиопостановки
| Дата                                        | заголовок                         | Роль         | Станція     |
| ------------------------------------------- | --------------------------------- | ------------ | ----------- |
| 11 серпня 2008 р. — 15 серпня 2008 р.       | Записки в головах (1 серія)       | Сей-Сьонагон | BBC Radio 4 |
| 8 червня 2009 р. — 12 червня 2009 р.        | Записки в головах (2 серія)       | Сей-Сьонагон | BBC Radio 4 |
| 30 жовтня 2010                              | The Vanishing                     | Лієнке       | BBC Radio 4 |
| 26 травня 2011 р. — 30 травня 2011 р.       | The Spy Who Came in from the Cold | Ліз Голд     | BBC Radio 4 |
| 15 листопада 2010 р. — 19 листопада 2010 р. | Записки в головах (3 серія)       | Сей-Сьонагон | BBC Radio 4 |
| 31 жовтня 2011 р. — 4 листопада 2011 р.     | Записки в головах (4 серія)       | Сей-Сьонагон | BBC Radio 4 |